# Celibát
Celibát (z latinského přídavného jména caelebs = neženatý, svobodný) je závazek žít bez manželství, případně též bez pohlavního styku. Celibát je tradičně spjat s mužským a ženským mnišstvím (v různých světových náboženstvích, nejen v křesťanství) a s některými řeholemi. V západní (pozdější římskokatolické) církvi se již před velkým schizmatem začal prosazovat i u neřeholních kněží.
Dnes je povinný celibát všech kněží jedním z charakteristických rozdílů mezi římskokatolickou církví na straně jedné a východními katolickými církvemi, protestantskými církvemi, východními pravoslavnými církvemi a orientálními církvemi na straně druhé. Ovšem i ve východních církvích jsou vyšší církevní funkce obvykle spjaty s mnišstvím, a tím i celibátem.
V některých kulturách jsou s očekáváním nebo požadavkem celibátu spojeny i některé společenské funkce a role, například v prvních desetiletích 20. století byl v českých zemích celibát povinný pro učitelky.

## Celibát v křesťanství a dalších náboženstvích
Povinný celibát u mnichů, případně mnišek, ať už poustevníků nebo žijících ve společenstvích (klášterech, řeholních společenstvích apod.), je běžný napříč všemi náboženstvími. Jsou však i řehole, které celibát nevyžadují. V římskokatolické církvi je celibát povinný u většiny mnišských a řeholních společenství, s výjimkou tzv. terciářů (příslušníků tzv. třetích řeholních řádů), kteří žijí běžným, zpravidla rodinným životem, ale zavázali se k působení v duchu kmenového prvního (mužského) nebo druhého (ženského) řádu.
V některých náboženstvích je celibát spjatý i s různými sakrálními funkcemi na způsob kněžských; v křesťanství se myšlenka celibátu (zpočátku spjatá zejména s urgentními apokalyptickými očekáváními) objevuje od nejranějších počátků (i Ježíš žil pravděpodobně celibátním způsobem), ale povinný kněžský celibát je specifikem římskokatolické církve.

### Celibát římskokatolických kněží
Povinný závazek celibátu obecně platí v římskokatolické církvi u kněží a biskupů (platí i pro jáhny, kteří byli vysvěceni jako svobodní).
Kanonické právo (CIC) v Can. 277 říká: „Duchovní jsou povinni zachovávat dokonalou a trvalou zdrženlivost pro Boží království, a proto jsou vázáni celibátem, který je zvláštním Božím darem, jímž se mohou duchovní snáze a s nerozděleným srdcem svobodněji oddat Kristu a službě Bohu i lidem.“ Druhý paragraf dodává: „S náležitou moudrostí se duchovní chovají k osobám, jejichž častá společnost by mohla ohrozit závazek duchovních ke zdrženlivosti nebo vzbudit pohoršení u věřících.“ Podle kánonu 1087 by manželství, do kterého by se pokusil klerik vázaný celibátem vstoupit, bylo kanonicky neplatné.
Kodex církevního práva z roku 1983 oproti prvnímu kodexu z roku 1917 v charakteristice celibátu nahradil slovo castitas (čistota) slovem continentia (zdrženlivost, schopnost ovládání, ale též soudržnost, integrita), čímž oslabil výklad celibátu ve smyslu gnostické teze, jako by tělesnost a sexualita byla nečistá.
V řadě církví sjednocených s Římem (které jsou součástí katolické církve) však celibát povinně vyžadován není. Například východní katolické církve naplňované manželství kněží připouštějí (uzavření manželství je ovšem možné jen před vysvěcením, nikoliv až po něm); biskupové a ovdovělí kněží jsou však celibátem vázáni i ve východních katolických církvích. Také v podzemní církvi v Československu působila řada ženatých kněží; jejich svěcení považuje římskokatolická církev za platná, avšak po pádu komunistického režimu neumožnila ženatým kněžím otevřeně působit jinak než v rámci východního (řeckokatolického) obřadu. I v dnešní římskokatolické církvi však legitimně existují ženatí kněží plně žijící manželským životem – jde o bývalé protestantské kněze, především anglikánské, kteří už ženatí konvertovali ke katolicismu a byli zařazeni do kněžské služby. Lze předpokládat, že jejich počet v příštích letech výrazně vzroste v důsledku přechodu významného množství konzervativních anglikánů do řad římskokatolické církve.
Zákaz manželství a závazek celibátu pro vysvěcené osoby není v křesťanství původní a nemá jednoznačný základ v biblických textech. Pokud je celibát biblicky obhajován, tak například odvolávkou na Ježíšovu řeč o trojím panictví, přičemž to třetí je dobrovolné, „pro Boží království“. Svatý Pavel v listě do Korintu (1Kor 7) napsal, že svobodný se stará o věci Páně, jak by se líbil Bohu, zatímco ženatý je rozpolcen, a doporučuje ostatním, aby zůstali svobodní jako on.
Apoštolové, včetně apoštola Petra, byli ženatí. Někteří autoři předpokládají, že po povolání Ježíšem své manželky opustili či manželství sexuálně nenaplňovali,[zdroj?] na druhou stranu v listu sv. Pavla je obsažen požadavek, podle kterého má být biskup „jen jednou ženatý“ (1Tim 3,2, totéž o jáhnech 1Tim 3,12), což ale neznamená, že biskup musí být vůbec ženatý, ale že nemá být vícekrát ženatý, jak odhaluje biblistický rozbor tohoto Pavlova textu i starověká církevní tradice jeho chápání.
Na křesťanském Západě je celibát stejně jako v ostatních větvích křesťanské tradice založen na eschatologickém očekávání příchodu Božího království, kde se "lidé nežení ani nevdávají, ale jsou jako nebeští andělé" (Mt 22, 30), jak dokazuje i Ježíšova výzva: "někteří nežijí v manželství, protože se ho zřekli pro království nebeské" (Mt 19, 12), a dále jako následování příkladu Ježíše Krista, Velekněze, pro kterého byla v duchovní rovině manželkou církev (srov. Ef 5, 25-32). Celibát tak byl výrazem eschatologického očekávání a zřeknutí se manželství pro službu církvi, na základě Kristových slov a Kristova příkladu.. Celibát nabyl svého silného výrazu ve starověkém mnišství, které bylo radikálním výrazem sebezřeknutí včetně zřeknutí se manželství a sexuálního života a uvolněním se tím pouze pro nebeské záležitosti, což v té době našlo svůj výraz i mimo mnišství v tzv. josefském manželství (srov. např. Palladios: Historia Lausiaca, 11). To odráží i díla církevních otců, kteří se otázce panictví výrazně věnovali, vč. kněžského celibátu: Svatý Ambrož (ve 4. století) v diskusi o panenství navrhoval za vůdce pouze ty muže, kteří žijí v trvalém celibátu. Svatý Jeroným (na přelomu 4. a 5. století), duchovní vůdce a duchovní přítel žen z vyšších vrstev, radikálně odmítal ženaté kněze a svatost kněžství spojoval s panictvím. V roce 306 zakázala synoda v Elvíře všem klerikům vykonávajícím službu u oltáře styk s vlastními ženami a v roce 314 pohrozila synoda v Neocesareji sesazením kněžím, kteří by se oženili. Koncem 11. století zakázal Řehoř VII. ženatým kněžím účast na bohoslužebných úkonech a Inocenc II. roku 1139 prohlásil kněžské svěcení za překážku pro uzavření manželství. To v 16. století potvrdil Tridentský koncil.
Definitivně se povinný celibát prosadil až ve 12. století (pro Čechy vyhlásil kněžský celibát papežský legát kardinál Guido – budoucí papež Celestýn II. – v roce 1143; ženatí kněží, kteří nechtěli své manželství zrušit, ztratili svá obročí). I poté však byla myšlenka celibátu na mnoha místech jen velmi těžce uváděna do praxe, zejména na venkově, kde se ji podařilo prosadit vlastně až po reformaci. Myšlenka povinného celibátu pro kněze představovala zásadní bod sporu jak mezi křesťanským východem a západem (a to již před velkým schizmatem) i mezi římskokatolickou církví a protestanty. Traduje se výrok mohučského arcibiskupa Albrechta Braniborského z roku 1540: „Vím, že všichni moji kněží jsou konkubináři. Co však mám proti tomu dělat? Když jim jejich konkubíny zakáži, budou buď žádat manželky, nebo se stanou luterány.“
Důvody zavedení povinného celibátu kněží jsou vykládány různě. Celibát zjevně vycházel z mnišské tradice, obvyklé jak v křesťanství (kde má vzor i v životním stylu Ježíše a 12 apoštolů v biblickém podání), tak v jiných náboženstvích. Celibát byl chápán jako jakási oběť Bohu a kněžství jako specifický posvátný úřad, jehož nositel je z určitého úhlu pohledu „podoben Kristu“ (který v celibátu žil), vliv měly patrně i představy o rituální čistotě (pocházející z židovství a paradoxně i pohanských náboženství) a tehdy poměrně rozšířené přesvědčení, že život v celibátu je z morálního hlediska nadřazen životu v manželství. Jako další výhody celibátu bývá zmiňována možnost plně se věnovat kněžskému poslání (více času, odpadá nutnost živit vlastní rodinu), popřípadě fakt, že celibátní kněz je více závislý na církevní hierarchii a méně ovlivnitelný jinými zájmy. Někteří autoři za skutečný důvod povinného zavedení celibátu v 11. století považují ekonomický zájem církve zamezit rozkrádání farního majetku rodinou kněze.[zdroj?] Jiným důvodem byl fakt, že kněží byli církví sociálně zabezpečeni, což přivádělo ke službě lidi, jejichž hlavní motivace nebyla duchovní, ale snaha o zabezpečení vlastní rodiny a potomků.

### Kritika celibátu, snahy o zrušení
Povinnost celibátu u římskokatolických kněží je odedávna kritizována z řady důvodů. Mezi uváděné důvody patří například přesvědčení, že značně omezuje počet uchazečů o kněžství, a tím škodí církvi, a že stanovuje neúměrné požadavky na uchazeče o kněžství, kteří později zjišťují, že jim nejsou schopni dostát (celosvětově se ročně jedná o několik set kněží), a že jde o povinnost, která nemá vůbec žádné věroučné opodstatnění a její požadování značně převyšuje jak požadavek Krista k apoštolům.
Podle psychiatra Cyrila Höschla se opakovaně udává (průzkumy převážně z USA), že asi 50 % kněží v celibátu žĳe sexuálním životem. Více než 30 % má podle některých údajů stálou partnerku (hospodyni, milenku). Sociální psycholog Otto Hürter rozlišuje celibát spontánní a uložený. První (dobrovolný) oceňuje jako plodný, druhý odmítá. V tomto smyslu je mnohdy požadováno zdobrovolnění celibátu a přitom odmítáno jeho zrušení.
Požadavek zrušení celibátu vyslovil už Martin Luther, což mu přivedlo nemalou část přívrženců z řad kněží, římskokatolická církev reagovala definitivním tvrdým prosazením celibátu (do té doby nebyl vyžadován zcela důsledně).
Pavel VI. vydal v roce 1967 encykliku Kněžský celibát, v níž shrnuje argumenty proti celibátu a zamýšlí se nad tím, zda má v dnešní době opodstatnění. Shrnuje námitky, že celibát není vyžadován Novým zákonem a že důvody spojení kněžství s celibátem pocházejí z mentalit zcela odlišných od dnešní a že celibát je násilím proti přírodě, který je kandidátem kněžství spíše trpně přijat nežli svobodně zvolen. Uvádí rovněž argumenty pro celibát: možnost plně se zasvětit Kristově lásce. Odvolává se na „intuici nejhlubších důvodů“, zmiňuje připodobnění kněze ke Kristu a zmiňuje „znamení budoucího dovršení, kdy se nebudou ženit ani vdávat“. S námitkou, že celibát snižuje počty kandidátů kněžství, se vypořádává tím, že k podobnému snížení dochází i u těch církví a náboženských společností, kde celibát povinný není, a vysvětluje to pohasnutím citu pro Boha a posvátno a úcty k církvi. Pavel VI. rovněž oponuje tvrzení, že by celibát bránil fyzické, psychologické a citové potřebě člověka nezbytné k dozrání osobnosti ve všech jejích dimenzích, s poukazem na to, že nevhodní kandidáti by měli být při posuzování vyloučeni. Kázeň a odpovědnost vůči závazkům patří ke ctnostem, které teprve dělají kněze. Pomoc při úsilí o dosažení celibátní mentality vidí encyklika v kněžském bratrství.
V souvislosti se sérií sexuálních skandálů spojených s katolickou církví počátkem 21. století, týkajících se zejména případů z druhé poloviny 20. století, se rozvinula církevní a společenská diskuse o vztahu celibátu k deviantnímu chování duchovních. Zatímco z proticírkevních pozic a pozic církevního liberalismu zaznívaly hlasy, že celibát je příčinou, proč se do duchovních povolání dostává neúměrné množství osob pedofilních, homosexuálních nebo sexuálně nevyrovnaných, případně že sám celibát je příčinou úchylného sexuálního chování, konzervativní kruhy včetně papeže považovaly aféry za důsledek uvolněné sexuální morálky a nadměrné sexualizace společnosti a za potvrzení správnosti restriktivní sexuální morálky hlásané církví. V souvislosti s tím vydala vatikánská Kongregace pro katolickou výchovu 4. listopadu 2005 Instrukci o kněžství a homosexualitě, která zakazuje přijímat do kněžského semináře osoby, které mají „hluboce zakořeněné homosexuální sklony“ nebo „sympatizují s tzv. gay-kulturou“, a udílet takovým osobám svěcení.
V návaznosti na sexuální skandály vyzvalo v únoru 2011 ke zrušení celibátu více než 140 německých, rakouských a švýcarských teologů.
V červnu téhož roku v rámci Výzvy k neposlušnosti následoval tentýž požadavek od tří stovek rakouských kněží, kteří dále chtějí, aby ženy mohly být vysvěceny na kněze a aby církev akceptovala svátosti přijímání i pro rozvedené žijící v novém manželství. Kněží tak chtějí zabránit odlivu věřících z kostelů.
Ke zrušení celibátu vyzval Vatikán i prominentní člen irské katolické církve, emeritní biskup Edward Daly, který se jinak obává sílícího nezájmu mladých mužů o vstup do kněžského stavu.

### Celibát v buddhismu
Buddhismus, stejně jako hinduismus, považoval celibát za jediný lék proti chlípnosti a tedy nejlepší cestu pro toho, kdo usiloval o spásu. Buddha na druhé straně předpokládal, že manželský celibát je neproveditelný, manželé si proto měli zachovávat alespoň trvalou věrnost a usilovat o období sexuální abstinence. Na rozdíl od křesťanského pojetí nebyl celibát nikdy pro mnichy vynucenou povinností, v případě, že však usilovali o nirvánu, bylo nutné celibát s řadou dalších praktických opatření přijmout.
Klášterní řád sanghy – buddhistické náboženské komunity – byl přísně strukturovaný Vinajou, v níž jsou erotické standardy přísně definovány: většina pravidel se zabývá nezřízeným sexuálním chováním mnišek, které byly definovány jako svůdkyně mužů a svou povahou tedy narušitelky sanghy. S provinilými mniškami buddhismus zacházel velmi krutě, byly vyhnány z náboženské komunity, což se rovnalo společenské smrti.
V čínském buddhismu se k celibátu jmenovitě zavazovali mniši. Rozsáhlé zápasy se snahou o dodržení celibátu se dochovaly od thajských lesních mnichů (thudongů). Potulní mniši Waen a Fan například i jen letmé setkání se ženou popisovali jako „horší než zápas s tygrem, medvědem nebo ďáblem“. Waenovi nepomáhaly ani celodenní meditace, teprve po týdnu dokázal na letmo zahlédnutou ženu zapomenout, když v meditaci došel k názoru, že ona žena byla v minulém životě jeho družka.

## Celibát českých učitelek
V českých zemích je známý zejména celibát učitelek, který byl v Čechách, na Moravě a ve Slezsku zaveden zemskými zákony v první polovině prvního desetiletí 20. století a nepřežil ani 20 let (podle jiných zdrojů však již roku 1875). V Čechách stanovil § 51 z. z. ze dne 27. ledna 1903, že provdání učitelky má býti pokládáno za dobrovolné vzdání se služby. Na Moravě byl zaveden celibát učitelek § 14 z. z. ze dne 26. prosince 1904, podle kterého prozatímně a definitivně ustanovené učitelky a definitivní učitelky ručních prací vystoupí provdáním se z úřadu učitelského, při čemž mají dostati odbytné nepřesahující posledního ročního služného. Ve Slezsku byl celibát učitelek stanoven § 21 z. z. ze dne 6. listopadu 1901 a nevztahoval se na učitelky ručních prací. Rakousko-uherské říšské zákony celibát učitelek nenařizovaly, jiné zemské zákony monarchie však ano (v Dolních Rakousích a tedy i ve Vídni byl zrušen dolnorakouským zemským sněmem v prosinci 1913). Na Slovensku nebyl zaveden.
V červenci 1919 byl československým zákonem č. 455/1919 Sb. se zpětnou platností od 1. listopadu 1918 zrušen celibát učitelek, které již absolvovaly „počáteční službu“. I tento zákon však podmiňoval sňatek začínajících učitelek (po dobu výkonu „počáteční služby“) povolením okresní školní rady. Učitelkám, které se kvůli sňatku vzdaly místa, přiznával zákon odstupné (odbytné), a to se zpětnou platností i pro učitelky, které se vzdaly kvůli sňatku místa před vydáním zákona.
Jako možný důvod pro celibát učitelek bylo zmiňováno, že by šlo o dvojí sociální zabezpečení: manželství bylo v té době chápáno jako sociální zabezpečení ženy. Učitelkám příslušelo zvláštní sociální zabezpečení a celibát měl bránit zneužívání této podpory. Jinou námitkou bylo, že povinnosti v domácnosti a ve škole nelze skloubit dohromady; v té době však bylo mnoho provdaných obchodnic, živnostnic, rolnic a dělnic, které celibátu nepodléhaly.
Během první světové války se názory školských úřadů na celibát učitelek změnily v negativní. Podle odpůrců celibátu školské úřady došly k názoru, že svobodné učitelky, podobně jako staří mládenci, velmi často nesprávně pohlížejí na různé otázky životní a nemajíce a neznajíce vlastního rodinného života, měří vše z úzkého, velmi často sobeckého svého hlediska.
Jako důvody ke zrušení celibátu učitelek bylo navrhovateli uváděno, že celibát brání učitelkám v plném rozvití ženské individuality a v plnění základního životního poslání ženy, tj. založiti vlastní rodinu a vychovávati vlastní děti. Povinný celibát učitelek podle navrhovatelů omezuje přirozená práva člověka a je přežilým a ve svobodné demokratické republice nemožným zařízením, které je v rozporu i s prosazovanou rovností mužů a žen. V ženách, které byly nuceny se kvůli sňatku vzdát učitelského povolání, stát ztrácí řadu zkušených a kvalifikovaných sil a část kapitálu investovanou do jejich vzdělání, a u žen, které se jednou chtějí provdat, požadavek celibátu způsobuje, že učitelské povolání berou pouze jako přechodné a proto se k němu nesnaží přilnout celou duší, což je na újmu škole, výchově a zájmu žáků i prestiži povolání. V učitelkách, které se zříkají manželství, ztrácí národ řady inteligentních matek a dobře vychovaných a zdatných dětí. Osamělý život učitelek zejména na venkově způsobuje předčasné vyčerpání jejich sil a předčasné odchody do předčasné penze ze zdravotních důvodů. Provdaná učitelka také může na venkově lépe působit v pedagogické, hygienické a hospodářské osvětě nejširšího okruhu žen, zatímco rady neprovdané učitelky přijímají ženy s nedůvěrou, protože teoretické rady nejsou podloženy praktickým osobním příkladem.
Ještě v roce 1929 byla podána v československém parlamentu interpelace z obavy, že se znovu chystá zavedení celibátu učitelek.